# Bernadene Hayes
Bernadene Hayes (* 15. März 1903 in Chicago, Illinois; † 29. August 1987 in Los Angeles, Kalifornien) war eine US-amerikanische Film- und Fernsehschauspielerin.

## Leben
Bernadene Hayes wurde 1903 in Chicago, im US-Bundesstaat Illinois geboren. Sie hatte drei Brüder und drei Schwestern. Als sie auf der High School war, arbeitete sie während der Ferien in einem Kaufhaus. Sie machte ihren Abschluss an der Yeatman High School und besuchte ein Semester lang die Washington University.
Hayes sang im Alter von 18 Jahren zum ersten Mal professionell, als sie als Sängerin an Loew’s State Theatre in St. Louis einsprang. Bald erhielt sie einen Vertrag und trat mit Teddy Joyce und seiner Band auf einer Varieté-Tournee auf. Als sie bei einer Show in St. Louis auftrat, wurde sie vom Manager des Radiosenders KMOX gehört, woraufhin sie dort als Sängerin aufgenommen wurde. Ein Jahr später wechselte sie zu WWJ in Detroit. Im Herbst 1929 trat sie als Sängerin in den Stab des Radiosenders WBBM ein und trat sowohl in lokalen Programmen als auch in Sendungen des CBS-Netzwerks auf. Als Schauspielerin spielte sie 1930 die Dorfmatrone Frances Nichols in The Quilting Party und das Bergmädchen Lib in Market Day. Beide Sendungen wurden von CBS ausgestrahlt. Am 6. Mai 1930 kehrte sie zum Singen zurück und trat in der wöchentlichen Sendung O’Cedar Time auf. Im September 1930 wurde sie zur schönsten Radiosängerin Amerikas gekürt.
Nachdem sie in Chicago gearbeitet hatte, zog Hayes nach Los Angeles, wo sie mit Bands im Hollywood Roosevelt Hotel sang und als Schauspielerin arbeitete. Sie begann ihre Filmarbeit als Statistin für 10 Dollar pro Tag. Zu den Filmen, in denen sie auftrat, gehörten Absolute Quiet, Idiot’s Delight, Living in a Big Way, This Gun for Hire, Great Guy, The Emperor’s Candlesticks, King of Chinatown, The Judgement Book, Trigger Tom, Along Came Love, Bunco Squad, That’s My Story, und The Accusing Finger. Sie spielte das freche Saloonmädchen Faro Annie in North of the Rio Grande und spielte 1939 die Hauptrolle in der Musicalkomödie Idiot’s Delight. Zu ihren späteren Filmauftritten gehörte eine Rolle als Longshot Lillie in Dick Tracy’s Dilemma (1947).
Am Broadway spielte sie die Rollen der Mayme Speer in Mother Sings (1935), Hilda Zanhiser in Mid-West (1936), Gladys Cay in Aries Is Rising (1939), Mazie Stoner in Blind Alley (1940), Dean Baxter in School for Brides (1944), und Mona Gilbert in Make Yourself at Home (1945). Sie trat auch im Sommertheater und auf der Bühne in lokalen Produktionen im Raum Los Angeles auf. Sie trat in mehreren Produktionen des Little Theatre auf, insbesondere im Pasadena Playhouse. Zu ihren Bühnenarbeiten gehörte ein Auftritt in Make Yourself At Home im Barrymore Theater in New York City im Jahr 1945.
Im Fernsehen trat sie in Episoden von The Lineup, The Doctor und Boston Blackie auf.

### Privatleben
Am 29. Januar 1943 heiratete Hayes in Chicago den Schauspieler William Leicester. Am 7. Juli 1948 reichte sie die Scheidung ein.

### Tod
Am 29. August 1987 starb Hayes an Herzproblemen im Alter von 75 Jahren in ihrem Haus im Stadtteil Westchester, Los Angeles. Die Trauerfeier fand in der katholischen Kirche St. Jerome statt und sie wurde auf dem Holy Cross Cemetery beigesetzt.

## Filmografie
- 1934: The Human Side
- 1935: The Winning Ticket
- 1935: Stadtgespräch  (The Whole Town’s Talking)
- 1935: Folies Bergère de Paris
- 1935: Love in Bloom
- 1935: Alias Mary Dow
- 1935: She Gets Her Man
- 1935: Broadway-Melodie 1936 (Broadway Melody of 1936)
- 1935: The Judgement Book
- 1935: Rendezvous
- 1935: Trigger Tom
- 1936: Absolute Quiet
- 1936: Parole!
- 1936: Along Came Love
- 1936: The Accusing Finger
- 1936: Great Guy
- 1937: Girl Loves Boy
- 1937: Sweetheart of the Navy
- 1937: North of the Rio Grande
- 1937: Torture Money
- 1937: Finale in St. Petersburg (The Emperor’s Candlesticks)
- 1937: Rustlers’ Valley
- 1937: Trouble at Midnight
- 1937: That’s My Story
- 1938: My Old Kentucky Home
- 1938: Prison Nurse
- 1938: You and Me
- 1939: Idiot’s Delight
- 1939: King of Chinatown
- 1939: Lucky Night
- 1939: Panama Lady
- 1939: Some Like It Hot
- 1939: 6,000 Enemies
- 1939: The Day the Bookies Wept
- 1939: Heroes in Blue
- 1940: Santa Fe Marshal
- 1940: Sailor’s Lady
- 1940: Manhattan Heartbeat
- 1941: The Gay Vagabond
- 1941: The Deadly Game
- 1941: Sing for Your Supper
- 1942: Nazi Agent
- 1942: Die Narbenhand (This Gun for Hire)
- 1942: I Live on Danger
- 1944: Mr. Winkle Goes to War
- 1946: Don’t Gamble with Strangers
- 1947: The Thirteenth Hour
- 1947: Dick Tracy’s Dilemma
- 1947: Liebe auf den zweiten Blick (Living in a Big Way)
- 1947: The Crimson Key
- 1948: Women in the Night
- 1949: Caught
- 1950: Bunco Squad
- 1953: Wicked Woman